# Honghu
Honghu (洪湖市S, HónghúP) è una città-contea della Cina, situata nella provincia di Hubei e amministrata dalla prefettura di Jingzhou.